# Comuna Zariceanka, Cemerivți
Zariceanka (în ucraineană Зарічанка) este o comună în raionul Cemerivți, regiunea Hmelnîțkîi, Ucraina, formată din satele Drahanivka și Zariceanka (reședința).

## Demografie
Componența lingvistică a comunei Zariceanka
     Ucraineană (99,2%)
     Alte limbi (0,81%)
Conform recensământului din 2001, majoritatea populației comunei Zariceanka era vorbitoare de ucraineană (99,2%), existând în minoritate și vorbitori de alte limbi.